# شهرستان دیورتیورلینسکی
شهرستان دیورتیورلینسکی (به لاتین: Dyurtyulinskii District) یک شهرستان در روسیه است که در باشقیرستان واقع شده‌است.